# George Beaton
George Beaton (Londra, 15 agosto 1881 – ...) è stato un calciatore inglese, di ruolo portiere.

## Carriera

### Club
Tra le file del Torino FCC sin dall'anno della fondazione, nel 1887, club che si fonderà nel 1891 con il Nobili Torino, dando origine all'Internazionale Torino.
Con l'Internazionale Torino disputò il primo campionato italiano di calcio, che perse in finale contro il Genoa.
Raggiunse la finale di campionato anche nella stagione seguente, perdendola nuovamente con il Genoa.
Nel 1900, a causa di una crisi finanziaria l'Internazionale Torino è costretta a fondersi con il Torinese, di cui diventerà il keeper titolare. Con il suo nuovo club raggiunge la sua terza finale di campionato, che perderà per la terza volta consecutiva contro il Genoa.
Rimase con gli arancio-neri sino al 1904.

### Rappresentativa Italiana
Benché inglese, il 30 aprile 1899 giocò a Torino presso il Velodromo Umberto I l'incontro amichevole nella Selezione Italiana contro la Selezione Svizzera, terminato due a zero a favore degli elvetici.